# Кінг-Конг (фільм, 1976)
«Кінг-Конг» (англ. King Kong) — американський пригодницький фільм 1976 року.

## Сюжет
Фред Вілсон очолює експедицію, що прямує до полінезійських островів у пошуках нафти. На корабель таємно проникає палеонтолог і захисник природи Джек Прескотт. У морі експедиція рятує голлівудську зірку Двейн, яка вижила після корабельної аварії. Прибувши на острів, нафтовики стикаються з гігантською горилою, яку місцеві жителі називають Конгом. Плем'я викрадає Двейн, щоб віддати її у жертву мавпі. Конг забирає Двейн, але не з'їдає і прив'язується до неї. Прескотту вдається її звільнити. Вілсон вирішує вивезти мавпу до Нью-Йорка, щоб зробити шоу. Однак під час першого ж показу Конг звільняється і починає трощити все на своєму шляху. Знайшовши Двейн, він залазить на дах Всесвітнього торгового центру. Там його атакують вертольотами, він падає вниз і гине.

## У ролях
| Актор           | Роль                 |
| --------------- | -------------------- |
| Джефф Бріджес   | Джек Прескотт        |
| Чарльз Ґродін   | Фред Вілсон          |
| Джессіка Ленґ   | Двейн                |
| Джон Рендольф   | капітан Росс         |
| Рене Обержонуа  | Рой Беґлі            |
| Джуліус Гарріс  | Боан                 |
| Джек О'Геллоран | Джо Перко            |
| Денніс Фімпл    | Санфіш               |
| Ед Лотер        | Карнаган             |
| Хорхе Морено    | Гарсія               |
| Маріо Ґалло     | Тіммонс              |
| Джон Лоун       | китайський кухар     |
| Гаррі Волберґ   | генерал армії        |
| Джон Аґар       | чиновник             |
| Кені Лонґ       | людина в масці мавпи |
| Сід Конрад      | петрокс Чейрман      |
| Джордж Вайтман  | пілот вертольота     |
| Вейн Геффлі     | генерал ВПС          |

## Цікаві факти
- Картина знята за романом Меріан К. Купера і Едгара Воллеса.
- Від створення фільму відмовилися такі режисери, як Роман Поланскі і Сем Пекінпа.
- На роль Двейн також розглядалася Барбра Стрейзанд.
- Карло Рамбальді зробив чотири мавпи-робота — від півтораметрової до 13-метрової, яка з'являлася на екрані менше хвилини.
- В одному з епізодів у костюмі Кінг-Конга знявся гример Рік Бейкер, що працював над «пожвавленням» обличчя горили.
- Фільм знімався на Гаваях, в Лос-Анджелесі, Сан-Педро і Нью-йорку.
- Знімальні дні: 15 січня — 27 серпня 1976 року.
- Робоча назва фільму — «Кінг-Конг: Легендарний бунтівник».
- «Кінг-Конг» став кінодебютом для 27-річної моделі Джессіки Ленг.
- Зйомки на острові, де герої проходять через арку в скелі, а потім піднімаються по схилу, проходили на Гаваях у північній частині острова Кауаї.
- Епізоди, в яких Конг повинен боротися з доісторичними чудовиськами, були виключені зі сценарію з міркувань економії. В рамках бюджету фільму вдалося зняти тільки боротьбу Конга з величезним удавом.
- Крім прокатної версії, у цього фільму є так звана подовжена версія, триваліша від першої на 45 хвилин. Ця версія тривалістю три години, розділена на дві частини, демонструвалася по американському телебаченню на початку 80-х, і саме її трансляції оживили інтерес до цього фільму. Також відомо, що повна версія була набагато більш доброзичливо зустрінута як критиками, так і шанувальниками оригінального «Кінг-Конга».
- Фільм міг поставити Стівен Спілберг, але сам був зайнятий зйомками фільму «Близькі контакти третього ступеня» (1977).